# Stanko Jurić
Stanko Jurić (Spalato, 16 agosto 1996) è un calciatore croato, centrocampista del Real Valladolid.

## Caratteristiche tecniche
È un mediano.

## Carriera

### Club

#### Gli inizi ed il passaggio all'Hajduk Spalato
Cresciuto nel settore giovanile del Dugopolje, ha esordito in prima squadra il 14 agosto 2015 disputando l'incontro di 2.HNL vinto 5-0 contro lo Zara. Il 15 febbraio 2018 firma un contratto biennale con l'Hajduk Spalato. Inizia l'avventura nei Bili giocando per l'Hajduk Spalato II per poi, il 2 agosto dello stesso anno, esordire in prima squadra contro il Slavia Sofia(2-3) nella trasferta valida per il secondo turno di Europa League. Subentra al 7' minuto al posto dell'infortunato Dino Beširović mentre al 24', su cross del compagno Toma Bašić, segna di testa la rete dell'1-0. Si ripete quattro giorni dopo in campionato segnando da 25 metri la rete del vantaggio ai danni del Lokomotiva Zagabria (1-1). Dopo aver concluso la prima stagione con 5 reti e 2 assist in 30 partite ufficiali, il 10 giugno 2019 rinnova il contratto con il club spalatino fino al 30 giugno 2021. Il 27 ottobre 2020 prolunga nuovamente il contratto, questo volta fino all'estate del 2022.

#### Parma
Il 18 giugno 2021 viene annunciato come nuovo acquisto dal Parma, club militante in Serie B, col quale firma un contratto valido fino al 30 giugno 2025. Il 15 agosto debutta con i Crociati nella eliminazione casalinga ai trentaduesimi di finale di Coppa Italia per mano del Lecce (1-3). Cinque giorni dopo fa il suo debutto in Serie B nella trasferta pareggiata 2-2 con il Frosinone. Il 12 settembre nella vittoria esterna per 0-4 contro il Pordenone mette a referto al 38' minuto la sua prima rete con i Ducali, nel secondo tempo con un cross rasoterra serve l'assist per la rete di Roberto Inglese. Torna al gol il 21 novembre seguente nel match casalingo pareggiato 1-1 contro il Cosenza.
Il 10 gennaio 2023 va a segno a San Siro in occasione dell'ottavo di finale di Coppa Italia perso 2-1 ai supplementari contro l'Inter.

#### Real Valladolid
Il 19 agosto 2023 viene ceduto in prestito al Real Valladolid. Debutta in Segunda División sette giorni dopo subentrando a Víctor Meseguer nel match perso 0-2 contro l'Alcorcón. Il 22 ottobre trova la prima rete con i Los Blanquivioletas, andando a segno nel successo per 2-0 in casa contro il FC Andorra.

## Statistiche

### Presenze e reti nei club
Statistiche aggiornate al 22 maggio 2024.
| Stagione                 | Squadra                  | Campionato               | Campionato | Campionato | Coppe nazionali | Coppe nazionali | Coppe nazionali | Coppe continentali | Coppe continentali | Coppe continentali | Altre coppe | Altre coppe | Altre coppe | Totale | Totale | Totale |
| Stagione                 | Squadra                  | Comp                     | Pres       | Reti       | Comp            | Pres            | Reti            | Comp               | Pres               | Reti               | Comp        | Pres        | Reti        | Pres   | Reti   |        |
| ------------------------ | ------------------------ | ------------------------ | ---------- | ---------- | --------------- | --------------- | --------------- | ------------------ | ------------------ | ------------------ | ----------- | ----------- | ----------- | ------ | ------ | ------ |
| 2015-2016                | Dugopolje                | 2.HNL                    | 25         | 0          | CC              | 0               | 0               |                    | -                  | -                  |             | -           | -           | 25     | 0      |        |
| 2016-2017                | Dugopolje                | 2.HNL                    | 21         | 2          | CC              | 0               | 0               |                    | -                  | -                  |             | -           | -           | 21     | 2      |        |
| 2017-gen. 2018           | Dugopolje                | 2.HNL                    | 15         | 1          | CC              | 0               | 0               |                    | -                  | -                  |             | -           | -           | 15     | 1      |        |
| Totale Dugopolke         | Totale Dugopolke         | Totale Dugopolke         | 61         | 3          |                 | 0               | 0               |                    | -                  | -                  |             | -           | -           | 61     | 3      |        |
| gen.-giu. 2018           | Hajduk Spalato II        | 2.HNL                    | 14         | 2          |                 | -               | -               |                    | -                  | -                  |             | -           | -           | 14     | 2      |        |
| 2018-2019                | Hajduk Spalato II        | 2.HNL                    | 1          | 0          |                 | -               | -               |                    | -                  | -                  |             | -           | -           | 1      | 0      |        |
| Totale Hajduk Spalato II | Totale Hajduk Spalato II | Totale Hajduk Spalato II | 15         | 2          |                 | -               | -               |                    | -                  | -                  |             | -           | -           | 15     | 2      |        |
| 2018-2019                | Hajduk Spalato           | 1.HNL                    | 24         | 3          | CC              | 3               | 1               | UEL                | 3                  | 1                  |             | -           | -           | 30     | 5      |        |
| 2019-2020                | Hajduk Spalato           | 1.HNL                    | 22         | 1          | CC              | 2               | 1               | UEL                | 2                  | 0                  |             | -           | -           | 26     | 2      |        |
| 2020-2021                | Hajduk Spalato           | 1.HNL                    | 33         | 1          | CC              | 2               | 0               | UEL                | 2                  | 0                  |             | -           | -           | 37     | 1      |        |
| Totale Hajduk Spalato    | Totale Hajduk Spalato    | Totale Hajduk Spalato    | 79         | 5          |                 | 7               | 2               |                    | 7                  | 1                  |             | -           | -           | 93     | 8      |        |
| 2021-2022                | Parma                    | B                        | 36         | 3          | CI              | 1               | 0               | -                  | -                  | -                  | -           | -           | -           | 37     | 3      |        |
| 2022-2023                | Parma                    | B                        | 30+1       | 0          | CI              | 3               | 1               | -                  | -                  | -                  | -           | -           | -           | 34     | 1      |        |
| Totale Parma             | Totale Parma             | Totale Parma             | 66+1       | 3          |                 | 4               | 1               |                    | -                  | -                  |             | -           | -           | 71     | 4      |        |
| 2023-2024                | Real Valladolid          | SD                       | 36         | 2          | CR              | 0               | 0               | -                  | -                  | -                  | -           | -           | -           | 36     | 2      |        |
| Totale carriera          | Totale carriera          | Totale carriera          | 258        | 15         |                 | 11              | 3               |                    | 7                  | 1                  |             | -           | -           | 276    | 19     |        |